# Meridiano 63 E
O meridiano 63 E é um meridiano que, partindo do Polo Norte, atravessa o Oceano Ártico, Europa, Ásia, Oceano Índico, Oceano Antártico, Antártida e chega ao Polo Sul. Forma um círculo máximo com o Meridiano 117 W.
Começando no Polo Norte, o meridiano 63º Este tem os seguintes cruzamentos:
| País, território ou mar | Notas                                                         |
| ----------------------- | ------------------------------------------------------------- |
| Oceano Ártico           |                                                               |
| Rússia                  | Ilha Eva, Terra de Francisco José                             |
| Oceano Ártico           |                                                               |
| Rússia                  | Ilha Graham Bell, Terra de Francisco José                     |
| Mar de Barents          |                                                               |
| Rússia                  | Ilha Severny, Novaya Zemlya                                   |
| Mar de Kara             |                                                               |
| Rússia                  |                                                               |
| Cazaquistão             |                                                               |
| Uzbequistão             |                                                               |
| Turquemenistão          |                                                               |
| Afeganistão             |                                                               |
| Paquistão               |                                                               |
| Irão                    |                                                               |
| Paquistão               |                                                               |
| Oceano Índico           | Passa a oeste de Rodrigues, Ilhas Maurícias                   |
| Oceano Antártico        |                                                               |
| Antártida               | Território Antártico Australiano, reivindicado pela Austrália |